# خفاش میوه‌خوار زبان‌دراز
خفاش میوه‌خوار زبان‌دراز (نام علمی: Macroglossus sobrinus) نام یک گونه از سرده خفاش‌های زبان‌دراز است.

## پراکندگی و زیستگاه
این کونه از خفاش‌ها در بخش‌هایی از تایلند، برونئی، مالزی در آسیا یافت می‌شود. این گونه در زمین‌های کم ارتفاع در کشورهای میانمار، تایلند، ویتنام و شبه جزیره سوماترا، جاوه و بالی یافت می‌شود.